# Pietro Sforzin
Pietro Sforzin (Ceggia, 12 giugno 1919 – Padova, 18 febbraio 1986) è stato un calciatore italiano, di ruolo difensore.

## Caratteristiche tecniche
Era un terzino.

## Carriera

Pietro Sforzin (a destra) con Adone Stellin (a sinistra) e Enzo Romano (al centro). Sempre al centro un giovane Benito Sarti.

Cresciuto nel Dopolavoro Ceggia, nel 1939 approda al Padova. Con i biancoscudati debutta in Sanremese-Padova (3-1) dell'ottobre 1939 in Serie B. Nel 1942 gioca per una stagione con la Juventus Cisitalia dove disputa 5 partite in campionato e 2 in Coppa Italia. Nel 1944 torna al Padova, dove gioca l'ultima partita proprio contro la Juventus (0-1) il 10 giugno 1951, per poi approdare nello stesso anno al Verona dove chiude la carriera nel 1953.

## Palmarès

### Club

#### Competizioni nazionali
- Serie B: 1

Padova: 1947-1948